# Üçköprü, Kaynaşlı
Üçköprü là một xã thuộc huyện Kaynaşlı, tỉnh Düzce, Thổ Nhĩ Kỳ. Dân số thời điểm năm 2010 là 2.463 người.